# Zosterops somadikartai
Zosterops somadikartai (лат.) — вид мелких воробьиных птиц из семейства белоглазковых (Zosteropidae).
Впервые вид был обнаружен в 1997 году Mochamad Indrawan и его коллегой Sunarto из Индонезийского университета. Видовое название дано в честь известного индонезийского орнитолога Soekarja Somadikarta.

## Описание
В отличие от других видов рода белоглазок, у этого нового вида нет белого окаймления вокруг глаз. Более всего он сходен с видом Zosterops atrifrons.

## Распространение
Обитают на островах Тогиан провинции Центральное Сулавеси (Индонезия).
Вид является островным эндемиком и рассматривается МСОП «близким к уязвимому положению» (NT).